# Gabriel Vidović
Gabriel Vidović, né le 1er décembre 2003 à Augsbourg en Allemagne, est un footballeur croate qui évolue au poste d'attaquant au Dinamo Zagreb.

## Biographie

### En club
Né à Augsbourg en Allemagne, Gabriel Vidović commence le football dans le club local du FC Augsbourg avant de rejoindre le centre de formation du Bayern Munich. Il se montre très performant avec l'équipe réserve du club lors de la première partie de saison 2020-2021, faisant de lui le deuxième meilleur buteur de la ligue à la trève, avec onze réalisations, en plus de sept passes décisives. Il est récompensé en signant son premier contrat professionnel avec le Bayern le 23 février 2022, le liant au club bavarois jusqu'en juin 2025,.
Vidović fait sa première apparition en professionnel le 17 avril 2022, lors d'une rencontre de championnat face au DSC Arminia Bielefeld. Il entre en jeu à la place de Serge Gnabry et son équipe s'impose par trois buts à zéro ce jour-là.
Cette année-là il devient champion d'Allemagne, le Bayern étant sacré pour la dixième fois de suite.
Le 30 août 2022, Vidović est prêté pour une saison au Vitesse Arnhem, sans option d'achat.
Il inscrit son premier but en professionnel face au FC Emmen le 22 octobre 2022.
Le 30 août 2023, Vidović est de nouveau prêté pour une saison, cette fois en Croatie, au Dinamo Zagreb.
Le 30 août 2024, Vidović prend la direction du FSV Mayence, sous la forme d'un prêt d'une saison.

### En sélection
Gabriel Vidović représente l'équipe de Croatie des moins de 17 ans à trois reprises en 2020.
Avec les moins de 19 ans il marque dès sa première apparition contre la Russie le 6 octobre 2021. Il provoque également le penalty en faveur de son équipe, transformé par Ivan Šaranić, ce jour-là, et les deux équipes se neutralisent (3-3 score final).

## Palmarès
Bayern Munich
- Championnat d'Allemagne (1) :
  - Champion : 2021-2022.